# Adinandra griffithii
Adinandra griffithii là một loài thực vật có hoa trong họ Pentaphylacaceae. Loài này được Dyer mô tả khoa học đầu tiên năm 1874.